# روبرت دونكان
روبرت دونكان (بالإنجليزية: Robert Duncan)‏ هو صحفي أمريكي، ولد في 5 نوفمبر 1952 في شيبويغن في الولايات المتحدة.